# Seydewitz (Adelsgeschlecht)

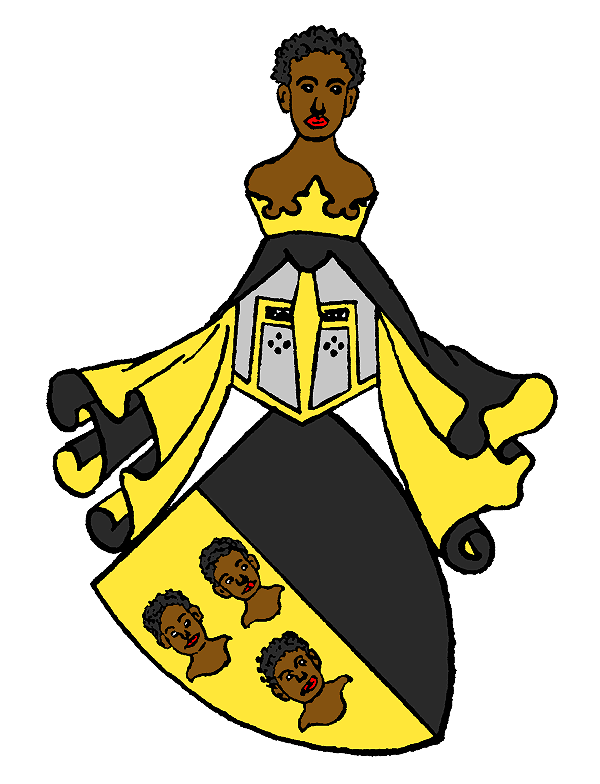
Stammwappen derer von Seydewitz

Die Familie von Seydewitz gehört zum meißnischen Uradel und war in Preußen und Sachsen ansässig.

## Herkunft
Benannt ist die Familie vermutlich nach dem Ort Seydewitz an der Elbe in der Mühlberger Pflege. Urkundlich tritt erstmals Albertus de Sydewicz zu Mühlberg am 12. Mai 1299 in Erscheinung.
Das Geschlecht ist wahrscheinlich nicht verwandt mit den ausgestorbenen vogtländisch-sächsischen von Seydewitz aus Seidewitz bei Casekirchen, zwei Ortsteilen der Gemeinde Molauer Land in Sachsen-Anhalt. Sie waren dort Besitzer der Güter Janisroda, Mechelgrün, Hartmannsgrün und Rodersdorf sowie des Dorfes Oeglitzsch und führten eine (oder auch drei) Wolfsangel(n) im Wappen.

## Wappen
Das Stammwappen ist von Gold und Schwarz gespalten, im goldenen Feld drei (2:1) natürliche Mohrenköpfe. Auf dem gekrönten Helm mit schwarz-goldenen Decken ein natürlicher Mohrenrumpf. Das Wappen in dieser Form nutzte vor 1692 erstmalig Damm von Seydewitz auf Maasdorf bei Liebenwerda, in der preußischen Provinz Sachsen gelegen.

## Standeserhöhungen
Die ältere Linie (August Friedrich von Seydewitz) wurde am 10. Juli 1731 in Wien in den Reichsfreiherrenstand erhoben („Edler Panner und Freiherr des heiligen Römischen Reichs“) und erhielt am 23. Februar 1743 in Frankfurt am Main den Reichsgrafenstand.

## Bekannte Familienmitglieder (chronologisch)
- August Friedrich von Seydewitz (1696–1775), kaiserlicher Reichshofrat
- Curt Gottlob von Seydewitz (1735–1809), sächsischer Kammerherr, Oberstleutnant und Kommissar des Meißnischen Kreises
- Johann Christoph Heinrich von Seydewitz (1748–1824), mecklenburgischer Hofbaumeister
- Karl Friedrich August von Seydewitz (1769–1816), bayerischer General
- Carl Christian von Seydewitz (1777–1857), deutsch-dänischer Maler
- Friedrich Ferdinand Leopold von Seydewitz (1787–1872), preußischer Verwaltungsbeamter
- Heinrich von Seydewitz (1799–1868), preußischer Generalmajor
- Max Graf von Seydewitz (1800–1872), preußischer Landrat
- Otto Theodor von Seydewitz (1818–1898), deutscher Reichstagspräsident
- Carl Friedrich von Seydewitz (1826–1897), Jurist und Mitglied des deutschen Reichstags
- Oskar von Seydewitz (1836–1902), deutscher Verwaltungsbeamter und Rittergutsbesitzer
- Paul von Seydewitz (1843–1910), sächsischer Kultusminister (1892–1906)
- Damm von Seydewitz (1845–1899), preußischer Kammerherr und Landeshauptmann der preußischen Oberlausitz
- Hugo von Seydewitz (1849–1915), preußischer Generalmajor
- Ernst von Seydewitz (1852–1929), sächsischer Finanzminister